# Перо Стояновски
Перо Стояновски (на македонска литературна норма: Перо Стојановски) е политик от Северна Македония.

## Биография
Роден е на 1 декември 1970 година в Скопие. Завършва Факултета по електротехника на Скопския университет. След това работи като преподавател по математика и информатика. Между 2006 и 2008 е държавен секретар в Министерството на образованието и науката. На 27 юли 2008 е назначен за министър на образованието и науката в правителството на Никола Груевски.